# Schloss Planegg

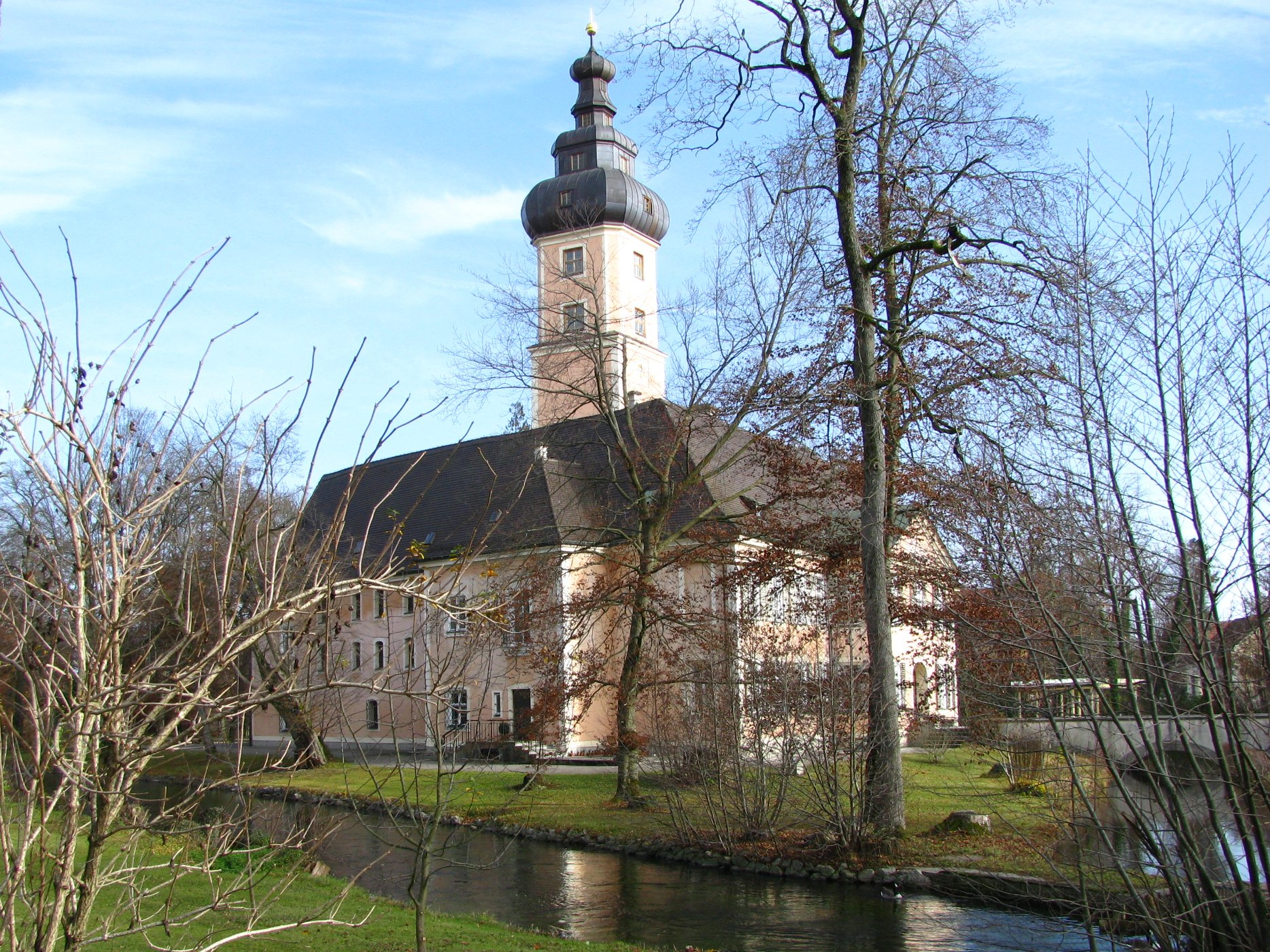
Schloss Planegg

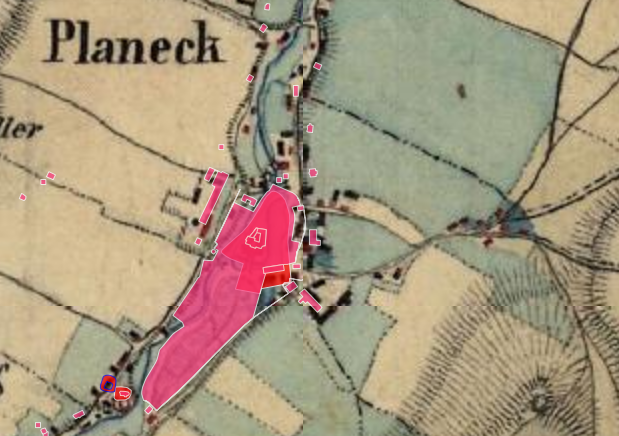
Lageplan von Schloss Planegg auf dem Urkataster von Bayern

Das Schloss Planegg ist der Sitz der Herren der ehemaligen Hofmark Planegg wenige Kilometer südwestlich von München.  Das ehemalige Wasserschloss ist noch im Besitz der letzten Hofmarksherrenfamilie von Hirsch. Es ist an der Pasinger Straße 5 gelegen. Die Anlage ist unter der Aktennummer D-1-84-138-22 als denkmalgeschütztes Baudenkmal von Planegg verzeichnet. Ebenso wird sie als Bodendenkmal unter der Aktennummer D-1-7834-0357 im Bayernatlas als „untertägige mittelalterliche und frühneuzeitliche Befunde im Bereich von Schloss Planegg und seiner Vorgängerbauten mit abgegangener barocker Gartenanlage“ geführt.

## Geschichte

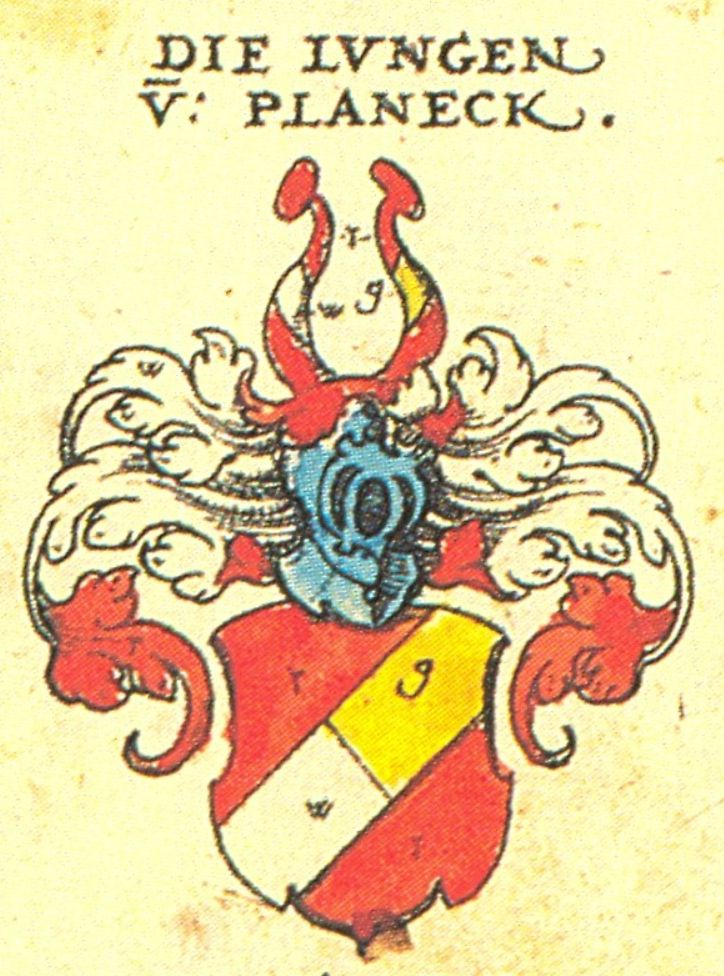
Wappen der Lung von Planeck nach Siebmacher (1605)

Schloss Planegg, Stich von Michael Wening (um 1700)

Erstmals erwähnt wurde Planegg 1409, als Herzog Wilhelm III. von Bayern, der damalige Besitzer des Gutshofs, weitere Besitzungen erwarb und sie mit Planegg vereinigte.
Wilhelm III. erhob das Gut zur Hofmark und schenkte es 1425 seinem Sohn Konrad von Egenhofen. Als 1472 der letzte männliche Nachkomme der Egenhofen verstarb, fiel Planegg durch Heirat an Christoph Lung. Das Adelsgeschlecht Lung, dessen ursprünglicher Name Dietoch lautete, stammte aus der Gegend von Rottenburg an der Laaber. Die Lungs waren über mehrere Generationen Besitzer bis 1613, für drei Jahre gehörte Planegg anschließend Karl von Villinger aus dem freiherrlichen Geschlecht der Villinger von Schönenberg.
1616 wurde Hans Georg von Hörwarth der Ältere durch Kauf Schlossherr von Planegg. Die vierte Generation, Johann Josef Anton Franz von Hörwarth, musste den Besitz wegen Schuldenlast 1732 an den aus Südtirol stammenden Johann Baptist von Ruffini (auch Rufin oder Ruffin) verkaufen, dem bereits die benachbarte Hofmark Krailling gehörte.
Zusammen mit weiteren Hofmarken veräußerte der dritte der Ruffini Planegg an den bayerischen Staatsminister des Inneren, Graf Friedrich Karl von Thürheim. Der besaß es acht Jahre, ehe er es 1815 dem bayerischen Hofbankier Jakob von Hirsch verkaufte.
In der sogenannten Reichskristallnacht vom 9. auf den 10. November 1938 wurde das Schloss des jüdischstämmigen Schlossherrn Rudolf von Hirsch von SS-Männern in Zivil angezündet. Da die angerückte Freiwillige Feuerwehr mit vorgehaltenen Waffen am Löschen gehindert wurde, brannten mehrere Räume aus.

## Schlossanlage

Schloss Planegg, um 1900

Vermutlich zwischen 1415 und 1420 wurde Planegg zu einer Veste ausgebaut. 1617 wurde die Anlage erheblich vergrößert, seitdem ist auch die Schlosskapelle St. Magdalena belegt. Auf dem Kupferstich von Michael Wening von circa 1701 ist ein mehrfach gegliederter Bau mit einem Zwiebelturm zu erkennen. Der Turm dürfte im Kern aus dem Mittelalter stammen und ist im Rokoko-Stil das Wahrzeichen Planeggs.
1737 wurde Schloss Planegg erweitert und erhielt sein heutiges barockes Aussehen. An der Nordseite wurde 1818 der Holzturm durch einen neuen von Gabriel von Seidl ersetzt. Den Turm gibt es heute nicht mehr.
Der Schlosspark wird von der Würm durchflossen und war zunächst im französischen Stil angelegt. Nach 1800 wurde er größtenteils als englischer Landschaftspark umgestaltet. Der Park ist nicht öffentlich zugänglich.

## Schlossbrauerei
An den Park grenzt die ehemalige Schlossbrauerei aus dem Jahr 1835 an. Jakob von Hirsch erneuerte 1850 eine bereits seit dem 16. Jahrhundert bestehende Brauerei. Sie wechselte mehrfach Besitzer und Namen (1886 Brauerei Josef von Hirsch, 1908 Freiherrlich von Hirschsche Bierbrauerei, 1922 Schloßbrauerei Planegg Emil Freiherr von Hirsch, 1928 Schloßbrauerei Planegg AG, 1931 Pschorrbräu AG Abt. Schloßbrauerei Planegg) und wurde zuletzt an die Münchner Paulaner-Brauerei verpachtet. Heute dient das Gebäude als Magazin der Universitätsbibliothek der LMU München.